# Weronika Deresz

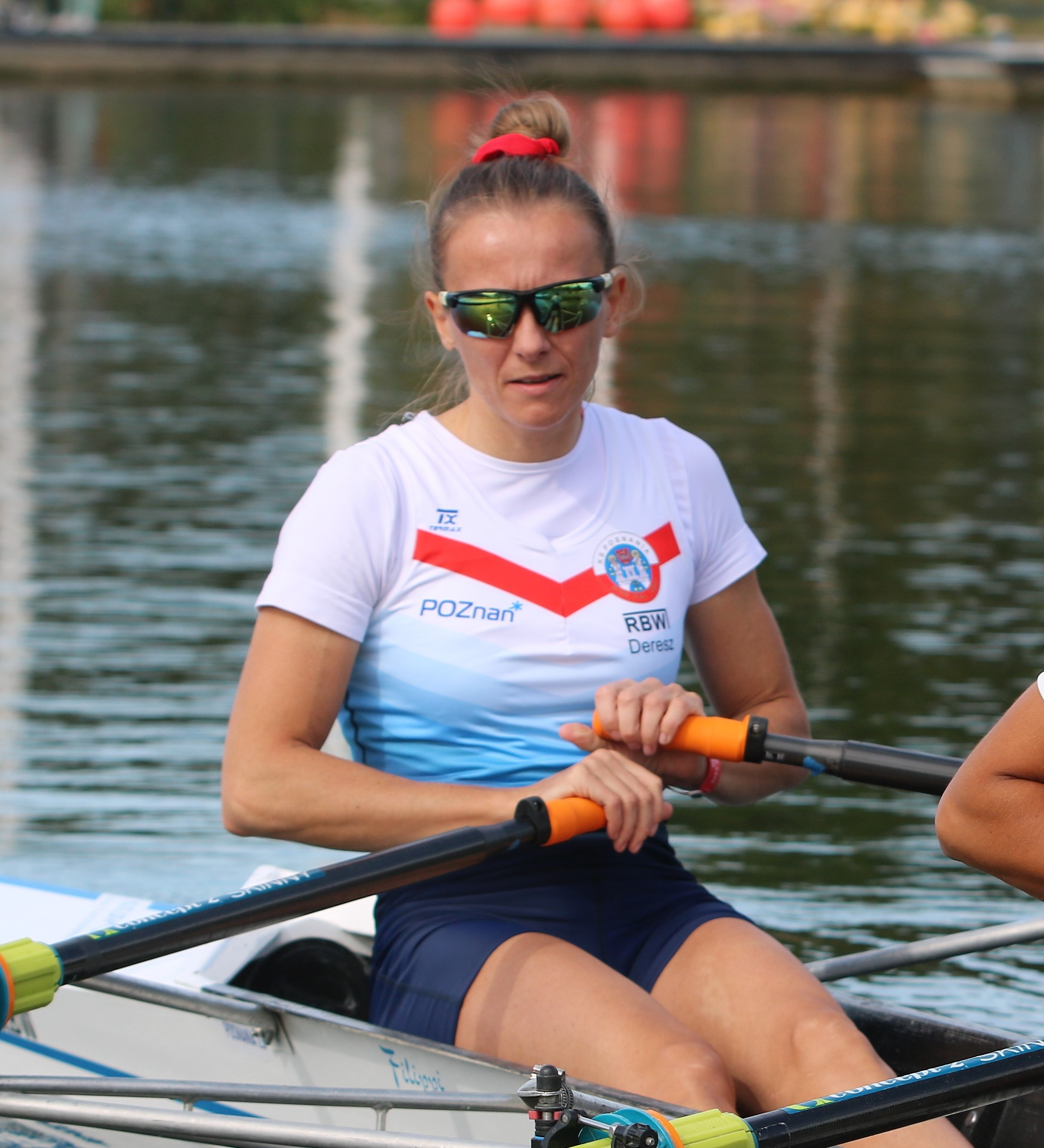
Weronika Deresz (2020)

Weronika Deresz (* 5. September 1985 in Warschau) ist eine polnische Leichtgewichts-Ruderin.

## Sportliche Karriere
Weronika Deresz erhielt bei den U23-Weltmeisterschaften 2006 zusammen mit Karolina Widun die Silbermedaille im Leichtgewichts-Doppelzweier, 2007 siegten die beiden. 2008 gewann die 1,71 m große Weronika Deresz ihre ersten Medaillen in der Erwachsenenklasse. Bei den Weltmeisterschaften in den nichtolympischen Bootsklassen siegten im Leichtgewichts-Doppelvierer die Australierinnen vor Monika Myszk, Magdalena Kemnitz, Weronika Deresz und Ilona Mokronowska, bei den Europameisterschaften siegte im Leichtgewichts-Doppelzweier das griechische Boot vor Weronika Deresz und Ilona Mokronowska. 2009 belegte Deresz mit dem Leichtgewichts-Doppelvierer den fünften Platz bei den Weltmeisterschaften. 2010 trat Deresz im Leichtgewichts-Einer an und erreichte den sechsten Platz bei den Europameisterschaften. Nachdem sich Weronika Deresz weder 2011 zusammen mit Magdalena Kemnitz noch 2012 mit Jaclyn Halko für die Olympischen Spiele 2012 qualifizieren konnte, startete sie mit Kemnitz, Halko und Agnieszka Renc im Leichtgewichts-Doppelvierer bei den Weltmeisterschaften 2012 und gewann den Titel. Zum Saisonabschluss 2012 belegten Deresz und Renc im Leichtgewichts-Doppelzweier den vierten Platz bei den Europameisterschaften. 
Bei den Europameisterschaften 2013 siegten im Leichtgewichts-Doppelzweier die Italienerinnen vor den Deutschen, dahinter erhielten Katarzyna Welna und Weronika Deresz die Bronzemedaille, bei den Weltmeisterschaften 2013 belegten die Polinnen den zehnten Platz. Bei den Europameisterschaften 2014 erreichte Deresz zusammen mit Joanna Dorociak den sechsten Platz, bei den Weltmeisterschaften 2014 kamen die beiden als Zweite des B-Finales auf den achten Platz. 2015 erhielten Dorociak und Deresz die Bronzemedaille bei den Europameisterschaften 2015 hinter den Britinnen und den Deutschen. Bei den Weltmeisterschaften 2015 belegten die beiden den achten Platz, was einen Startplatz für den polnischen Leichtgewichts-Doppelzweier bei den Olympischen Spielen 2016 bedeutete. Bei den Europameisterschaften 2016 siegten die Niederländerinnen vor den Deutschen, Joanna Dorociak und Weronika Deresz erhielten wie 2015 die Bronzemedaille. Bei den Olympischen Spielen 2016 trat Martyna Mikołajczak für die erkrankte Dorociak an, Deresz und Mikolajczak belegten den siebten Platz. Bei den Europameisterschaften 2017 gewann der polnische Leichtgewichts-Zweier mit Deresz und Mikolajczak den Titel. 2018 gewannen Deresz und Dorociak die Silbermedaille hinter den Niederländerinnen Ilse Paulis und Marieke Keijser.